# 오투잼
오투잼(O2Jam)은 대한민국의 게임 개발사인 오투미디어가 개발한 온라인 음악 게임이었다. 온라인 판은 2012년 5월 30일자로 종료되었으며, 이후 모바일 버전인 오투잼 아날로그로 서비스를 이어가고 있다.

## 게임 방법
오투잼은 비트매니아나 EZ2DJ같은 기존의 음악게임처럼, 음악에 맞춰 내려오는 노트가 판정선에 일치할 때 알맞은 키를 누르는 방식의 게임이다. 키를 누르는 타이밍, 다시말해 키를 누른 순간 판정선에 노트가 얼마나 가까웠는가에 따라 COOL, GOOD, BAD, MISS의 4단계로 판정이 나뉜다.
COOL과 GOOD의 판정을 연속해서 받으면 콤보가 오르며, 잼 콤보 게이지가 오른다. 잼 콤보는 일반 콤보가 오를 때 함께 오르며 COOL로만 25개, GOOD으로만 50개를 연속으로 받았을 때 1 잼 콤보가 된다. 잼 콤보가 오르면 오를수록 노트를 칠 때 얻는 점수가 증가하므로, 오투잼에서는 콤보가 매우 중요하다고 볼 수 있다. COOL로만 15콤보를 칠 때마다 알약 게이지가 1/5씩 오르는데, BAD판정일 때 자동으로 알약 1/5를 소모하여 COOL판정으로 바꾸어준다.
노트는 숏노트와 롱노트 두가지가 있다. 숏노트는 단순히 해당되는 키를 누르면 되나, 롱노트는 길이에 맞춰 그 키를 눌렀다 끝지점에 맞춰 떼면 된다. BAD와 MISS의 판정을 받으면 게임화면 오른쪽의 라이프 게이지가 떨어진다.
라이프 게이지의 초기 설정값은 Full이며, 게이지의 설정값이 0이 되면 플레이 중 자동으로 게임이 끝나는 서바이벌 게이지 방식이다. 라이프 게이지는 난이도마다 그 단위가 다르다. (Easy=20, Normal=25, Hard=34)

## 게임 모드
오투잼에는 사용하는 키 별로 3키,5키,7키의 3개모드가 있고, 게임 방식에 따라 노멀, 라이브배틀의 2개모드가 있다.  방을 만들 때 사용키, 방식을 모두 선택하며, 이들은 선택하면 다음과 같이 총 6가지의 경우가 가능하다.
① 노멀 - 3키　　② 노멀 - 5키　　③ 노멀 - 7키 ④ 라이브배틀 - 3키　　⑤ 라이브배틀 - 5키　　⑥ 라이브배틀 - 7키

### 사용하는 키 별 모드

#### 3키 (3Key Mode)
- 3키 : - : 
왼쪽 ⇧ Shift, 오른쪽 ⇧ Shift, ↵ Enter을 사용하는 모드. (개인 설정에 따라 키가 다를 수 있음)

2009년 3월 5일부터 서비스한 3키모드는, 드럼이라는 새로운 소재를 리듬게임으로 재 탄생시킨 모드이다.

초보자들도 쉽게 다가갈 수 있게 편성된 모드이다.

아케이드 특유의 타격감을 살린 모드라 할 수 있다.

3키곡의 종류는 3K,3M,3D 3종류가 있다.

#### 5키 (5Key Mode)
- 5키 : - D,F,Space,J,K 을 사용하는 모드이다. (개인 설정에 따라 키가 다를 수 있음)

초보자를 위한 모드로, 초보자들도 오투잼에 쉽게 다가갈 수 있게 편성된 배치 및 모드이다.
7키 모드를 선택한 뒤에 곡 뒤에 [5K]라 적혀있는 곡을 선택하면 5키 모드로 플레이 할 수 있다.

#### 7키( 7Key Mode)
- 7키 : - S,D,F,Space,J,K,L 을 사용하는 모드.

현재 온라인 리듬게임이 기본적으로 지원중인 모드 및 키배치이다.
7키곡의 종류에는 7K, 7D가 있다.

### 게임 방식 별 모드

#### 노멀(Normal) 모드
일반적인 게임 방식이다. 인원은 1~8명이다.
대기 방에 다른 플레이어들이 온다면, 플레이어는 타 플레이어와 대전을 할 수 있다. 또한, 게임 중인 방이여도 입장하여 방에 입장하여 대기할 수 있다.
게임에서 1등을 한 사람이 방장권한을 갖는다. 이 기능은 2009년 10월 29일에 추가되었다.
사용하는 키의 수별로 3키,5키,7키모드가 있다.
또한, 노멀모드는 예전의 싱글 모드와 VS 모드가 합쳐져서 만들어진 모드이다.

#### 라이브 배틀(Live) 모드
2009년 7월 13일 베타테스트를 시작한 새로운 모드이다.
온라인 리듬게임 사상 최초로 1:1 실시간 배틀모드이다.
챔피언은 연승을 할수록 승수가 올라가며, 도전자는 챔피언을 이겼을 시, 챔피언은 도전자로 바뀌고, 게임에서 진 도전자는 도전자들의 마지막 순번으로 이동한다. 그러나 도전하려는 플레이어들이 없으면 진 도전자라도 챔피언으로 바뀐다.
속도는 챔피언, 도전자 모두 개인적으로 결정 할 수 있으나, 곡과 난이도, 키는 반드시 도전자만 정할 수 있다.
플레이 방식은 기존의 오투잼과 동일하나, 나의 플레이는 왼쪽에, 상대방의 플레이는 오른쪽에 나타난다. 1:1 배틀 모드이므로 3명 이상은 플레이가 되지 않는다.
상단의 곡 이름, 난이도와 하단의 판정결과, 그리고 쿨의 개수와 굿의 개수에 비례하여 움직이는 바로 자신의 상황이 어떤 지 알 수 있다. (움직이는 바가 자신에게 올 수록 자신이 상대방보다 점수가 높다는 것이다.)
라이브배틀 모드는 노멀모드와 마찬가지로 3키, 5키, 7키모드가 있다.

### 폐지된 모드

#### 커플모드 (Couple Mode)
- 커플모드 : 업데이트 이후 폐지됨

2005년 5월에 리듬게임 사상 최초로 시도되는 "커플"이라는 주제로 서비스한 커플모드는, 7키만 지원하며,
1플레이어와 2플레이어가 하나의 키보드로 곡을 플레이하는 방식이었다.
1플레이어는 좌측에 내려오는 노트를 S,D,F,[Space]로 플레이하고,
2플레이어는 우측에 내려오는 노트를 조이패드 4, 5, 6으로 플레이하는 방식이었지만,
커플모드를 플레이하는 사람들이 없어 이 모드는 2008년 12월자로 폐지되었다.

#### 코스플레이 모드 (Course play Mode)
- 코스플레이모드 : - 오투잼 1차 서비스 중지 후 폐지됨 (나우콤 이전 후 폐지)

최소 3곡이상, 최대 10곡을 연속으로 플레이하는 모드로, 모든 곡을 게임오버없이 클리어하면 성공하는 방식이었지만,
코스플레이를 플레이하려면, 각 코스플레이에 수록된 곡을 모두 구입하고 다운받아야 한다는 불편함과 대체적으로 난이도가 높아서
나우콤으로 이전하면서 '마라톤' 코스 (10곡 수록)가 처음 폐지되었으며, 그 후 모든 코스가 폐지되었다.

#### 고스트(Ghost) 모드
라이브배틀 모드 오픈 당시 '고스트 모드'의 아이콘이 게임상에 등장하였고 추후 개발될 것이라고 예고되었으나 개발되지 못하고 결국 사라졌다.

## 게임 옵션
오투잼은 다른 음악 게임과는 달리 미러, 랜덤 등의 옵션을 걸 때 ‘반지’라는 아이템을 사용하여야 하는데, 이 반지 아이템은 게임 내의 사이버머니인 ‘젬’이나 캐쉬로 살 수 있다. 반지의 종류에는 미러, 랜덤, 패닉, 히든, 서든, 다크, R다크, 천사의빛, 검은안개, 프리미엄반지, 절대잼짱반지가 있다.
배열

미러 : 노트의 위치를 가운데를 중심으로 좌우 변경한다. 보너스-점수+500, 경험치+2%, 잼머니+3%

랜덤 : 노트의 배치를 바꾼다. 보너스-점수+1000, 경험치+4%, 잼머니+6%

슈퍼랜덤 : 노트의 배치를 마디에 따라 바꾼다.(9월17일 일자로 셔플반지가 슈퍼랜덤으로 바뀌었다.)보너스-점수+2000, 경험치+8%, 잼머니+12%

시야

히든 : 노트 아래쪽을 가린다. 이때, 플레이어의 시점은 위쪽으로 향한다. 보너스-점수+500, 경험치+2%, 잼머니+3%

서든 : 노트 위쪽을 가린다. 이때, 플레이어의 시점은 아래쪽으로 향한다. 보너스-점수+1500, 경험치+4%, 잼머니+6%

다크 : 노트의 위와 아래를 가린다. 플레이어는 가운데만 볼 수 있다. 보너스-점수+2500, 경험치+8%, 잼머니+12%

리버스 다크 : 다크반지와는 반대로 가운데만 가려준다. 보너스-점수+2000, 경험치+6%, 잼머니+9%

천사의빛 : 다크 효과가 위아래로 움직인다. 보너스-점수+3000, 경험치+10%, 잼머니+15%

검은안개 : 리버스다크 효과가 위아래로 움직인다. 보너스-점수+3500, 경험치+12%, 잼머니+18%

권한

절대잼짱 : 승패와 상관없이 방장권한을 계속 유지시켜 주는 반지이다. 2009년 10월 29일부터 오투잼 방장의 권한은 게임에서 1등을 한 유저에게 넘겨지는 시스템으로 변경되었다. 그러나 이 반지를 사용하면 슈퍼방장 권한이 발휘되며 승패에 상관없이 방장을 유지하게 된다. 한 판당 반지 한 개가 차감된다.
프리미엄 :'권한'이 있는 반지로 유료곡을 사용하는 플레이어가 그 해당한 유료곡을 가지고 있지 않은 유저와 같이 플레이를 할 수 있게 하는 반지이다. 2004년에 일시적으로 판매되었으며 현재는 PT(Point)제도로 인하여 판매되고 있지 않다.

## 게임 시스템

### 밴드
일종의 길드 시스템이다. 오투잼 홈페이지에서 밴드를 생성할 수 있으며, 최대 100명까지 멤버를 모을 수 있다. 밴드포인트는 게임 플레이시간, 멤버 출석, 멤버 가입/탈퇴 로 매겨지며, 밴드포인트로 자신이 속한 밴드의 랭킹을 알 수 있다.

### 미션
현재 폐지된 시스템.
예전의 미션 시스템은 일정 레벨(4의 배수[4,8,12,…])에 도달하게 되면 미션이 주어지는데, 이 미션을 클리어해야만 레벨을 계속 올릴 수 있게 된다. 미션은 반드시 VS모드에서 클리어 했어야 한다.
Lv.4 : 난이도 4 이상 곡 클리어
Lv.8 : 난이도 5 이상 곡 40콤보 이상 클리어
Lv.12 : 난이도 7 이상 곡 쿨 70% 이상 클리어
Lv.16 : 난이도 9 이상 곡 100콤보 이상 클리어
Lv.20 : 난이도 10 이상 10 잼 콤보 이상 클리어
Lv.24 : 난이도 11 이상 곡 쿨 80% 이상 클리어
Lv.28 : 난이도 12 이상 곡 10 미스 이하 클리어
Lv.32 : 난이도 14 이상 곡 20 잼 콤보 이상 클리어
Lv.36 : 난이도 15 이상 곡 서든 스킬 클리어
Lv.40 : 난이도 16 이상 곡 1배속 클리어
Lv.44 : 난이도 17 이상 곡 6배속 클리어
Lv.48 : 난이도 18 이상 곡 쿨 90% 이상 클리어
Lv.52 : 난이도 18 이상 곡 굿 70% 이상 클리어
Lv.56 : 난이도 17 이상 곡 0.5배속 클리어
Lv.60 : 난이도 17 이상 곡 서든 스킬 쿨 80% 이상 클리어
Lv.64 : 난이도 18 이상 곡 라이프 100% 클리어
Lv.68 : 난이도 18 이상 곡 히든 스킬 쿨 80% 이상 클리어
Lv.72 : 난이도 18 이상 곡 올 콤보 클리어
Lv.76 : 난이도 19 이상 곡 0 잼 콤보 클리어
Lv.80 : 난이도 18 이상 곡 1배속 올 콤보 클리어
Lv.84 : 난이도 18 이상 곡 다크 스킬 클리어
Lv.88 : 난이도 20 이상 곡 쿨 95% 이상 클리어
Lv.92 : 난이도 25 이상 곡 올 콤보 클리어
Lv.96 : 난이도 18 이상 곡 올 굿 클리어
Lv.100 : 난이도 31 이상 곡 올 콤보 클리어

### 오투첫걸음(튜토리얼)
오투잼을 처음 시작하는 초보자들이 7키모드의 조작법을 익혀볼 수 있는 메뉴이다. 소요시간은 약4분이다.
현재 메인화면의 "튜토리얼"이라는 메뉴로 튜토리얼 시스템을 개발하고 있다.

### PT 제도
캐쉬 아이템을 구매하면 구매금액의 5%를 PT로 적립해준다.
자신이 가지고 있지 않은 유료곡을 플레이하는 방에 입장하여 게임 한 판을 할 때마다 10PT가 차감된다.
PT가 부족하면 캐릭터 슬롯에 NO POINT가 표시되고 게임준비/시작을 할 수 없다.

## 나우콤 곡 보상제도
나우콤은 오투잼의 사업권 및 인력을 인수한 후, 지난 2008년 3월 26일 ‘오리지날 오투잼 컴백’을 슬로건으로 1차 정책변경을 실시. 유저들의 취향에 맞는 곡 라벨화와 서비스 종료 시까지 곡을 이용할 수 있도록 하는 등의 정책변경을 통해 성공적인 서비스 재도약을 이루었다. 나우콤이 오투잼을 인수하기 전 영구곡 구입자 전원으로 보상접수기간인 5월29일부터 6월11일 동안 신청페이지를 통해 신청하며, 보상의 범위는 1인 1계정만 보상되고 영구곡으로 구입한 곡 수량만큼 현재 서비스 중인 곡으로 보상하나, 서비스 중지된 곡은 나우콤 신곡을 제외한 이전 곡을 금액에 맞게 자유롭게 선택할 수 있다. 보상신청은 ‘오투잼’ 로그인 후 신청양식에 과거 영구곡 서비스 당시 ID, 이름, 주민등록번호를 입력한 후 과거 구입했던 곡의 수만큼 보상 받을 곡을 선택하면 된다. 최종적으로 신분확인 서류를 우편, FAX 또는 e-mail을 통해 발송하면 신분확인 후 곡 보상이 진행되었다.

## 오투잼 아날로그(스마트폰용)
스마트폰용 오투잼 게임이다. 오투잼 음원뿐만 아니라 아직 오투잼 본섭에 공개되지 않은 음원도 다수 포함되어 있다.
갤럭시, 베가 등의 기종에서 플레이 가능하고, Tstore,안드로이드 마켓에서 다운받을 수 있다.

## 논란

### 1차 서비스 중지 사건
엠게임과 오투미디어의 계약이 2006년 12월 1일에 끝남에 따라 오투미디어는 스스로 서버를 운영하게 됨으로써 계약 종료 직후 유저의 수가 엄청난 속도로 감소하였다. 결국 2007년 10월 오투미디어의 파산으로 인해 자체적으로 서버를 운영하기 힘들게 됨으로써 오투잼은 1차 서비스 중지 사건이 일어난다.
하지만, 다음해인 2008년 2월 나우콤의 게임 인수와 서버가 나우콤으로 바뀌게 됨으로써 1차 서비스 종료는 끝나게 된다.

### 평생 무료화 이벤트 사건
2009년 여름방학 동안 오투잼은 라이브배틀을 업데이트하면서 모든 곡을 무료화하였다. 그러나 여름방학이 끝난 뒤, 예고없이 곡들이 다시 유료화되고 전곡이용권이 다시 판매되기 시작하자 많은 논란이 있었다. 특히, 오투잼 제목 표시줄의 '무료 리듬액션'이란 문구와 곡선택창의 '오투잼의 모든곡은 무료입니다'라는 문구로 인하여 많은 비판과, 논란은 더욱 가중되었고, 공정거래위원회 고소로 인하여 한때 논쟁이 불붙었었다. 공정위의 경고조치 후 오투잼은 곡선택창의 문구를 변경하였다.

### 오투잼의 엠게임 론칭곡 사건
오투잼은 2009년 9월 14일에 엠게임의 인기 론칭곡들을 발표하였다. 그러나 kapo라는 오투잼유저가 엠게임론칭곡들을 2009년 12월 31일까지 연장하는 것에 대해 불만을 가지고 공정거래위원회에 민원을 올리고 오투잼 자유게시판에 2009년 11월 2일에 '오투잼의 말바꾸기를 곧 공정거래위원회에 민원올립니다.'라는 제목으로 공정거래위원회에 민원을 올린다는 사실을 오투잼유저에게 공지하였다.
kapo라는 유저가 오투잼에 게시글을 쓰고 나서 kapo라는 유저를 비난하는 사람과 kapo라는 유저와 같은 생각인 사람들 사이에 많은 토론이 이어졌으나 공정거래위원회의 경고조치로 이 일은 끝나게 되었고 kapo라는 유저는 그 후 종적을 감추게 되었다. 그러나 2010년 1월 19일 kapo라는 유저가 자유게시판에 다시 공정거래위원회에 민원을 올렸다고 게시글을 올렸다. 곧바로 kapo라는 유저는 공정거래위원회에서 민사문제이니 다른곳에서 도움을 청하라는 답변을 받아 시민단체와 매스컴의 도움을 받는다고 하였다. 오투잼의 평판이 나빠질것을 염려하여 훈계에 의미를 둔다고 자신의 의견을 말했다.
그러나 2010년 1월 20일 오투잼측에서는 기간한정에 대해 매우 안타까워 하는 분들이 있다며 기간연장을 무제한으로 변경한다고 하였다. 그 후 kapo라는 유저는 자신을 욕 또는 비난하는 유저들 모두를 고소하겠다고 말하고 자신이 오투잼에 대한 의견을 올린 글들을 모두 삭제하였다.

### 관리 소홀 논란
나우콤이 오투잼의 스마트폰용 게임을 개발하는데 주력한 나머지 본 서버 관리가 소홀해서 비난을 받은 적이 있었다. 결국 나우콤의 서버 관리 소홀로 인해 오투잼 온라인 서비스의 서버 관리에 관한 논란이 2012년 서비스를 종료할때까지 유저들 사이에서 오고 가게 되었다.

## 서비스 국가
오투잼은 대한민국, 중화인민공화국, 일본, 말레이시아, 인도네시아, 중화민국, 타이, 필리핀 등 아시아권의 많은 나라에서 서비스가 되었으나, 현재 모든 국가에서 오투잼의 서비스가 종료되었다. 각 국가판에는 그 국가판만의 전용 악곡이 서비스되었으며 게임의 내용도 국가판에 따라 조금씩 달랐다. 2005년에는 오투잼 국제 대회가 열린적도 있었다.

## 서비스 종료
그동안 많은 이벤트 및 음원 업데이트로 더 나은 서비스를 제공하기 위해 노력했으나, 결국 더 이상의 서비스 유지가 어렵다는 판단을 내리게 된다. 오투잼은 2012년 2월 28일 10년 동안의 서비스를 종료할 것을 예고하였다. 국내 온라인 리듬게임으로는 최장수 리듬게임이었으나 개발서비스사인 나우콤은 서비스 종료를 예고함과 동시에 캐시 충전 및 캐시 아이템 구매를 불가능하도록 조치했다. 이미 2007년 10월 오투미디어 파산 이후로 오투잼 온라인의 관리자는 1명이었다는 점과, 대한민국을 제외한 모든 국가에서 2008년까지 서비스가 종료된 상태였다는 점, 셧다운 제도의 시행 등으로 인해 서비스 유지에 큰 어려움을 겪었다고 한다. 서비스 종료 직전까지 잔여 캐쉬에 대한 보상 신청을 받았다. 캐쉬 충전 및 구매를 한번이라도 한 유저에 한하여 감사의 의미로 서비스 종료일인 5월 30일까지 모든 곡을 무료로 제공하였다.